# 1914

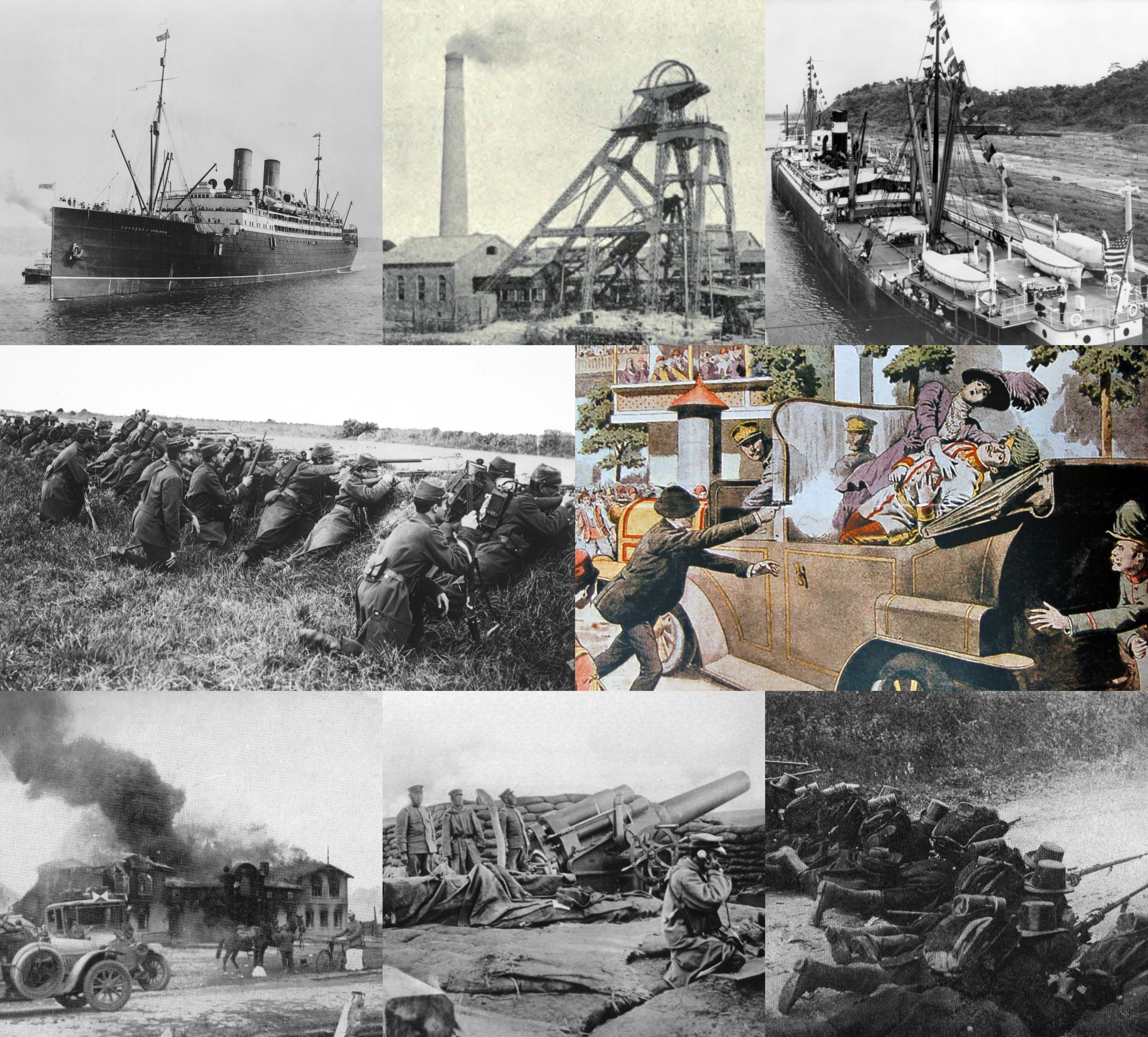

1914 (MCMXIV) là một năm thường bắt đầu vào Thứ năm của lịch Gregory và là một năm thường bắt đầu vào Thứ Tư của lịch Julius, năm thứ 1914 của Công nguyên hay của Anno Domini, the năm thứ 914  của thiên niên kỷ 2, năm thứ 14  của thế kỷ 20, và năm thứ  5   của thập niên 1910. Tính đến đầu năm 1914, lịch Gregory bị lùi sau 13 ngày trước lịch Julius, và vẫn sử dụng ở một số địa phương đến năm 1923. 

## Sự kiện
- 8 tháng 1 – Tia phóng xạ được sử dụng để điều trị ung thư.
- 8 tháng 2 – Ký kết thỏa thuận giữa đế quốc Nga và đế quốc Ottoman về vấn đề Armenia.[1]
- 12 tháng 2 – Tại Washington, D.C., viên đá đầu tiên của Nhà tưởng niệm Lincoln được đặt vào vị trí.[2]
- 17 tháng 3 – Nga tăng cường vũ trang.
- 21 tháng 4 đến 14 tháng 11 – Hoa Kỳ chiếm đóng Veracruz, México.[3]
- 28 tháng 6 – Thái tử Áo–Hung Franz Ferdinand 1 sinh viên người Serbia tên Gavrilo Princip ám sát tại Sarajevo, Bosna.
- 28 tháng 7 – Đế quốc Áo–Hung tuyên chiến với Serbia. Chiến tranh thế giới thứ nhất bùng nổ.
- 1 tháng 8 – Đế quốc Đức tuyên bố chiến tranh với Nga.
- 3 tháng 8 – Đức tuyên chiến với Pháp.
- 4 tháng 8 – Anh tuyên chiến với Đức.
- 5 tháng 8 – Mỹ tuyên bố giữ trung lập trong cuộc chiến ở Châu Âu.
- 21 tháng 8 – Trận Charleroi giữa quân đội Pháp và Đức. Quân đội Đức chiến thắng.
- 23 tháng 8 – Nhật Bản tuyên chiến với Đức
- 23 tháng 8 – Trận Mons giữa quân đội Anh và Đức. Quân Anh triệt thoái.
- 26 tháng 8 đến 30 tháng 8 – Trận Tannenberg giữa quân đội Nga và Đức tại mặt trận phía đông. Đức giành thắng lợi quyết định.
- 30 tháng 8 – Máy bay Đức ném bom Paris lần đầu tiên.
- 3 tháng 9 – Benedict XV (Giacomo della Chiesa) trở thành Giáo hoàng thứ 258.
- 5 tháng 9 đến 13 tháng 9 – Trận sông Marne lần thứ nhất tại mặt trận phía tây giữa liên quân Anh–Pháp và quân Đức. Liên quân Anh–Pháp giành thắng lợi chiến lược.
- 9 tháng 9 đến 14 tháng 9 – Trận hồ Masuren lần thứ nhất giữa quân đội Nga và Đức. Quân Đức thắng lợi lớn.
- 9 tháng 10 – Cuộc vây hãm Antwerp. Quân Đức chiếm lĩnh được Antwerp từ tay Bỉ.
- 28 tháng 10 – Trận Penang (Mã Lai) giữa Hải quân Đức và Nga–Pháp. Hải quân Đức giành chiến thắng.
- 29 tháng 10 – Đế quốc Ottoman tham gia thế chiến thứ nhất theo phe Liên minh Trung tâm.
- 1 tháng 11 – Trận Coronel giữa Hải quân Đức và Hải quân Anh. Hải quân Đức chiến thắng.
- 3 – 5 tháng 11 – Trận Tanga giữa quân Anh–Ấn và quân Đức ở Đông Phi. Quân Đức giành thắng lợi quyết định.
- 8 tháng 12 – Trận quần đảo Falkland giữa hải quân Anh và hải quân Đức. Hải quân Anh đại thắng.
- 9 tháng 11 – Trận Cocos giữa Hải quân Úc và Hải quân Đức. Hải quân Úc chiến thắng.
- 13 tháng 11 – Chính phủ Đức kêu gọi dân chúng đổi vàng lấy tiền.

## Sinh
- 1 tháng 1 – Nguyễn Chí Thanh, Đại tướng Quân đội nhân dân Việt Nam (m. 1967)
- 10 tháng 1 – Lê Trọng Tấn, Đại tướng Quân đội nhân dân Việt Nam (m. 1986)
- 6 tháng 3 – Vjekoslav Luburić, phát xít Croatia, quản lý hệ thống trại tập trung của Nhà nước Độc lập Croatia (m. 1969)
- 4 tháng 4 – Marguerite Duras, nhà văn Pháp, tác giả tiểu thuyết Người tình (m. 1996)
- 30 tháng 4 – Trần Hiệu, Cục trưởng Tình báo đầu tiên của Việt Nam Dân chủ Cộng hòa (m. 1997)
- 2 tháng 5 – Đinh Núp (người Ba Na), nhân vật lịch sử Việt Nam (m. 1999)
- 1 tháng 8 – Nguyễn Chánh, tướng Quân đội Nhân dân Việt Nam (m. 1957)
- 25 tháng 11 - Ivan Jaŭciejevič Paliakoŭ, nguyên thủ quốc gia Byelorussia Xô viết (m. 2004).[4]
- 4 tháng 12 – Nam Phương Hoàng Hậu, Hoàng hậu cuối cùng của nhà Nguyễn (m. 1963)

## Mất
- 24 tháng 2 – Joshua Chamberlain, tướng trong Nội chiến Mỹ (s. 1828)
- 25 tháng 3 – Frédéric Mistral, nhà thơ Pháp đoạt giải Nobel Văn học 1904 (s. 1830)
- 21 tháng 6 – Carl Benjamin Klunzinger, bác sĩ, nhà động vật học người Đức (s. 1834)
- 28 tháng 6 – Franz Ferdinand, thái tử đế quốc Áo-Hung và Sophie, vợ ông.
- 2 tháng 7 – Joseph Chamberlain, chính trị gia người Anh.
- 31 tháng 7 – Jean Jaures, đảng viên đảng Xã hội, nhà chính trị lớn của Pháp.
- 30 tháng 8 – Aleksandr Vasilyevich Samsonov, thượng tướng Nga.
- 25 tháng 9 – Theodore Nicholas Gill, nhà động vật học người Mỹ (s. 1837).
- 10 tháng 10 – Hoàng đế Carol I của România.

## Giải Nobel
- Vật lý – Max von Laue
- Hóa học– Theodore William Richards
- Y học – không có giải
- Văn học – không có giải
- Hòa bình – không có giải